# 북 그린란드 빙하 코어 프로젝트

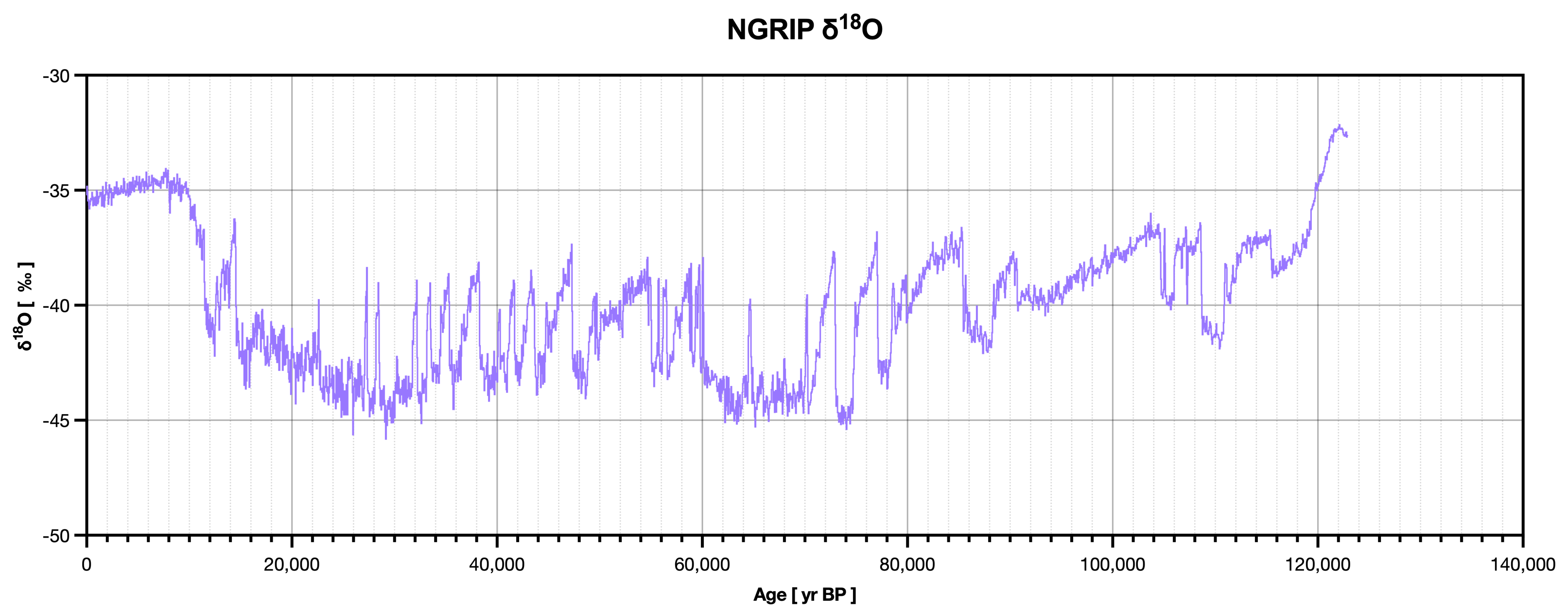
NGRIP 동위원소 자료(~122,900 yr BP). y축 단위는 ‰(SMOW)이다.

북 그린란드 빙하 코어 프로젝트 (North Greenland Ice Core Project, NGRIP 또는 NorthGRIP)은 그린란드 중심 근방 (75.1 N, 42.32 W, 고도 2,917 m, 빙하두께 3,085 m )의 빙하를 시추하는 다국적 연구 프로그램이다. 캠프는 1996년에 설치되어 199년 부터 시추가 시작되었으며 2003년에 완료되었다.

## 시추 목적
1990년, 북반구 기후를 복원하기 위해 두개의 빙하 코어(GRIP, GISP2; Greenland Ice Core Project와 Greenland Ice Sheet Project) 가 그린란드 중부에서 시추되어 기후 연구에 사용되었다. 두 빙하 코어는 105,000(105 kyr)년 전 기록에 대해서는 신뢰성 있는 연대를 보여주었으나, 마지막 간빙기(Last interglacial) 와 Eemian에 해당하는 구간이 모암(Bedrock)과의 마찰로 인한 변형으로 연대가 교란되어 신뢰성을 보장할 수 없다는 문제점이 존재했다.
이런 이유로, 교란되지 않은 마지막 간빙기 기록을 얻기 위한 다국적 빙하 시추 프로젝트가 코펜하겐 대학교 닐스 보어 연구소(Niels Bohr Institute)를 중심으로, 독일, 일본, 스웨덴, 스위스, 프랑스, 벨기에, 아이슬란드, 미국의 연구진들과 함께 진행되었다.

## 기후 기록
NGRIP의 기록은 GRIP과 GISP2 기록의 문제점을 해소하는, Last Interglacial(Eemian Stage) 시기의 기록을 포함하는 빙하 기록으로, 홀로세, 마지막 간빙기 전체, 그리고 Eemian 시기 일부를 포함하는 동위원소 기록이 복원되었으며, 24개의 급격한 기후변동인 Dansgaard-Oeschger(DO) event가 관찰되었다.